# Nishinoomote
Nishinoomote (西之表市, Nishinoomote) é uma cidade na ilha de Tanegashima, parte da prefeitura de Kagoshima, no Japão..
Em 2003 a cidade tinha uma população estimada em 18 601 habitantes e uma densidade populacional de 90,42 h/km². Tem uma área total de 205,71 km².
Recebeu o estatuto de cidade a 1 de Outubro de 1958.

## Cidades-irmãs
- Nagahama
- Sakai
- Isa
- Vila do Bispo